# Bellona (Kampanien)
Bellona ist eine italienische Gemeinde (comune) mit 5998 Einwohnern (Stand 31. Dezember 2023) in der Provinz Caserta in Kampanien. Die Gemeinde liegt etwa 12 Kilometer nordwestlich von Caserta und etwa 35 Kilometer nördlich von Neapel in der Terra di Lavoro an den Monti Trebulani. Die südliche Gemeindegrenze bildet der Volturno. 

## Geschichte
Am Hügel von Palombara entstand die Siedlung Sicopolis im 9. Jahrhundert nach Christus. Sie lag zwischen dem Ortsteil Triflisco und der Nachbargemeinde Capua. Schon wenige Jahre später wurde die Siedlung durch die Sarazenen zerstört. 
Der Konvent von Bellona wurde 1099 mit dem Kapellenbau Sancta Jerusalem auf dem Monte Rageto begründet.
Im Oktober 1943, mitten im Zweiten Weltkrieg, sprengten die Deutschen, um den Vormarsch der Alliierten zu behindern, mehrere Häuser in die Luft und zerstörten einen großen Teil des historischen Zentrums. Zu dieser Zeit tötete ein junger Mann aus Bellona, der seine Schwester verteidigen wollte, einen deutschen Soldaten und verwundete einen weiteren. Zur Vergeltung trieben die Deutschen am 7. Oktober 1943 150 Bürger in der Kirche San Michele Arcangelo zusammen, indem sie ihnen vorgaukelten, sie seien zu einem Arbeitseinsatz gerufen worden, und erschossen dann 54 wehrlose Männer in der Nähe eines stillgelegten Tuffsteinbruchs.

## Söhne und Töchter
- Paolino Limongi (1914–1996), Erzbischof und Diplomat